# Ginnastica ai Giochi della XXX Olimpiade
Nel programma della Ginnastica ai Giochi della XXX Olimpiade sono comprese gare di ginnastica artistica, ritmica e trampolino elastico. Le gare di ginnastica artistica e di trampolino si svolgono nella North Greenwich Arena rispettivamente dal 28 luglio al 7 agosto e dal 3 al 4 agosto, mentre le gare di ginnastica ritmica si svolgono alla Wembley Arena dal 9 al 12 agosto.

## Qualificazioni
Le prime otto squadre classificate nel concorso maschile e femminile dei Campionati Mondiali di ginnastica artistica e ritmica si qualificano direttamente ai Giochi Olimpici. Quelle classificate tra il nono e il sedicesimo posto partecipano al Test Event pre olimpico, svoltosi tra il 10 e il 18 gennaio 2010 che ha qualificato altre quattro squadre. I vincitori di medaglie individuali si qualificano direttamente per i Giochi.

## Programma
Tutti gli orari sono BST (British Summer Time) UTC+1

### Ginnastica Artistica (North Greenwich Arena)[1]
| Data      | Orario        | Evento |
| --------- | ------------- | --- |
| 28 luglio | 11:00 - 13:00 | Qualificazioni Maschili — 1° suddivisione.                                                                         |
| 28 luglio | 15:30 - 17:40 | Qualificazioni Maschili — 2° suddivisione.                                                                         |
| 28 luglio | 20:00 - 22:10 | Qualificazioni Maschili — 3° suddivisione.                                                                         |
| 29 luglio | 09:30 - 12:45 | Qualificazioni Femminili — 1° e 2° suddivisione.                                                                   |
| 29 luglio | 14:45 - 18:00 | Qualificazioni Femminili — 3° e 4° suddivisione.                                                                   |
| 29 luglio | 20:00 - 21:30 | Qualificazioni Femminili — 5° suddivisione.                                                                        |
| 30 luglio | 16:30 - 19:30 | Finale concorso a squadre maschile.                                                                                |
| 31 luglio | 16:30 - 18:40 | Finale concorso a squadre femminile.                                                                               |
| 1º agosto | 16:30 - 19:35 | Concorso individuale maschile.                                                                                     |
| 2 agosto  | 16:30 - 18:30 | Concorso individuale femminile.                                                                                    |
| 5 agosto  | 14:00 - 16:15 | Finale di specialità maschile: corpo libero, cavallo con maniglie. Finale di specialità femminile: volteggio.      |
| 6 agosto  | 14:00 - 16:20 | Finale di specialità maschile: anelli, volteggio. Finale di specialità femminile: parallele asimmetriche.          |
| 7 agosto  | 14:00 - 17:05 | Finale di specialità maschile: parallele simmetriche, sbarra. Finale di specialità femminile: trave, corpo libero. |

### Ginnastica Ritmica (Wembley Arena)[1]
| Data      | Orario        | Evento |
| --------- | ------------- | --- |
| 9 agosto  | 12:00 - 16:10 | Qualificazioni concorso individuale — 1° e 2° rotazione Qualificazioni concorso a squadre — 1° rotazione. |
| 10 agosto | 12:00 - 16:10 | Qualificazioni concorso individuale — 3° e 4° rotazione Qualificazioni concorso a squadre — 2° rotazione. |
| 11 agosto | 13:30 - 16:05 | Finale concorso individuale — 1°, 2°, 3° e 4° rotazione.                                                  |
| 12 agosto | 13:30 - 15:10 | Finale concorso a squadre — 1° e 2° rotazione.                                                            |

### Trampolino Elastico (North Greenwich Arena)[1]
| Data     | Orario        | Evento                             |
| -------- | ------------- | ---------------------------------- |
| 3 agosto | 14:00 - 16:15 | Qualificazioni e finali maschili.  |
| 4 agosto | 14:00 - 16:15 | Qualificazioni e finali femminili. |

## Calendario
| Ginnastica ai Giochi della XXX Olimpiade | Ginnastica ai Giochi della XXX Olimpiade | Ginnastica ai Giochi della XXX Olimpiade | Ginnastica ai Giochi della XXX Olimpiade | Ginnastica ai Giochi della XXX Olimpiade | Ginnastica ai Giochi della XXX Olimpiade | Ginnastica ai Giochi della XXX Olimpiade | Ginnastica ai Giochi della XXX Olimpiade | Ginnastica ai Giochi della XXX Olimpiade | Ginnastica ai Giochi della XXX Olimpiade | Ginnastica ai Giochi della XXX Olimpiade | Ginnastica ai Giochi della XXX Olimpiade | Ginnastica ai Giochi della XXX Olimpiade | Ginnastica ai Giochi della XXX Olimpiade | Ginnastica ai Giochi della XXX Olimpiade | Ginnastica ai Giochi della XXX Olimpiade | Ginnastica ai Giochi della XXX Olimpiade | Ginnastica ai Giochi della XXX Olimpiade | Ginnastica ai Giochi della XXX Olimpiade | Ginnastica ai Giochi della XXX Olimpiade |
| Lug/Ago                                  | Lug/Ago                                  | 28                                       | 29                                       | 30                                       | 31                                       | 1                                        | 2                                        | 3                                        | 4                                        | 5                                        | 6                                        | 7                                        | 8                                        | 9                                        | 10                                       | 11                                       | 12                                       | Totale                                   |                                          |
| ---------------------------------------- | ---------------------------------------- | ---------------------------------------- | ---------------------------------------- | ---------------------------------------- | ---------------------------------------- | ---------------------------------------- | ---------------------------------------- | ---------------------------------------- | ---------------------------------------- | ---------------------------------------- | ---------------------------------------- | ---------------------------------------- | ---------------------------------------- | ---------------------------------------- | ---------------------------------------- | ---------------------------------------- | ---------------------------------------- | ---------------------------------------- | ---------------------------------------- |
|                                          | Uomini                                   |                                          |                                          | squadra                                  |                                          | individuale                              |                                          |                                          |                                          | corpo libero cavallo                     | anelli, volteggio                        | parallele sbarra                         |                                          |                                          |                                          |                                          |                                          | 8                                        |                                          |
| Donne                                    |                                          |                                          |                                          | squadra                                  |                                          | individuale                              |                                          |                                          | volteggio                                | parallele                                | trave corpo libero                       |                                          |                                          |                                          |                                          |                                          | 6                                        |                                          |                                          |
|                                          | Donne                                    |                                          |                                          |                                          |                                          |                                          |                                          |                                          |                                          |                                          |                                          |                                          |                                          |                                          |                                          | individuale                              | squadra                                  | 2                                        |                                          |
|                                          | Uomini                                   |                                          |                                          |                                          |                                          |                                          |                                          | individuale                              |                                          |                                          |                                          |                                          |                                          |                                          |                                          |                                          |                                          | 1                                        |                                          |
| Donne                                    |                                          |                                          |                                          |                                          |                                          |                                          |                                          | individuale                              |                                          |                                          |                                          |                                          |                                          |                                          |                                          |                                          | 1                                        |                                          |                                          |
| Totale                                   | Totale                                   |                                          |                                          | 1                                        | 1                                        | 1                                        | 1                                        | 1                                        | 1                                        | 3                                        | 3                                        | 4                                        |                                          |                                          |                                          | 1                                        | 1                                        | 18                                       |                                          |

|  | Qualificazioni |  | Finali |

## Podi

### Uomini
| Evento                           | Oro                                                           | Perform. | Argento                                                                         | Perform. | Bronzo                                                                          | Perform. |
| Ginnastica artistica             |                                                               |          |                                                                                 |          |                                                                                 |          |
| Concorso individuale (dettagli)  | Kōhei Uchimura                                                | 92.690   | Marcel Nguyen                                                                   | 91.031   | Danell Leyva                                                                    | 90.698   |
| Concorso a squadre (dettagli)    | Cina Chen Yibing Feng Zhe Guo Weiyang Zhang Chenglong Zou Kai | 275.997  | Giappone Ryohei Kato Kazuhito Tanaka Yusuke Tanaka Kōhei Uchimura Koji Yamamuro | 271.952  | Gran Bretagna Sam Oldham Daniel Purvis Louis Smith Kristian Thomas Max Whitlock | 271.711  |
| Corpo libero (dettagli)          | Zou Kai                                                       | 15.933   | Kōhei Uchimura                                                                  | 15.800   | Denis Abljazin                                                                  | 15.800   |
| Cavallo con maniglie (dettagli)  | Krisztian Berki                                               | 16.066   | Louis Smith                                                                     | 16.066   | Max Whitlock                                                                    | 15.600   |
| Anelli (dettagli)                | Arthur Nabarrete Zanetti                                      | 15.900   | Chen Yibing                                                                     | 15.800   | Matteo Morandi                                                                  | 15.733   |
| Volteggio (dettagli)             | Yang Hak Seon                                                 | 16.533   | Denis Abljazin                                                                  | 16.399   | Ihor Radivilov                                                                  | 16.316   |
| Parallele simmetriche (dettagli) | Feng Zhe                                                      | 15.966   | Marcel Nguyen                                                                   | 15.800   | Hamilton Sabot                                                                  | 15.566   |
| Sbarra (dettagli)                | Epke Zonderland                                               | 16.533   | Fabian Hambüchen                                                                | 16.400   | Zou Kai                                                                         | 16.366   |
| Trampolino elastico              |                                                               |          |                                                                                 |          |                                                                                 |          |
| Individuale (dettagli)           | Dong Dong                                                     | 62.990   | Dmitrij Ušakov                                                                  | 61.769   | Lu Chunlong                                                                     | 61.319   |

### Donne
| Evento                            | Oro | Perform. | Argento | Perform. | Bronzo                                                                                               | Perform. |
| Ginnastica artistica              | |          | |          | |          |
| Concorso individuale (dettagli)   | Gabrielle Douglas | 62.232   | Viktorija Komova | 61.973   | Alija Mustafina                                                                                      | 59.566   |
| Concorso a squadre (dettagli)     | Stati Uniti Gabrielle Douglas McKayla Maroney Alexandra Raisman Kyla Ross Jordyn Wieber                                 | 183.596  | Russia Ksenija Afanas'eva Anastasija Grišina Viktorija Komova Alija Mustafina Marija Paseka                             | 178.530  | Romania Diana Bulimar Diana Chelaru Larisa Iordache Sandra Izbașa Cătălina Ponor                     | 176.414  |
| Corpo libero (dettagli)           | Alexandra Raisman | 15.600   | Cătălina Ponor | 15.200   | Alija Mustafina                                                                                      | 14.900   |
| Volteggio (dettagli)              | Sandra Izbașa | 15.191   | McKayla Maroney | 15.083   | Marija Paseka                                                                                        | 15.050   |
| Parallele asimmetriche (dettagli) | Alija Mustafina | 16.133   | He Kexin | 15.933   | Elizabeth Tweddle                                                                                    | 15.916   |
| Trave d'equilibrio (dettagli)     | Deng Linlin | 15.600   | Sui Lu | 15.500   | Alexandra Raisman                                                                                    | 15.066   |
| Ginnastica ritmica                | |          | |          | |          |
| Individuale (dettagli)            | Evgenija Kanaeva | 116.900  | Dar'ja Dmitrieva | 114.500  | Ljuboŭ Čarkašyna                                                                                     | 111.700  |
| A squadre (dettagli)              | Russia Anastasija Bliznjuk Ul'jana Donskova Ksenija Dudkina Alina Makarenko Anastasija Nazarenko Karolina Sevast'janova | 57.000   | Bielorussia Maryna Hančarova Anastasija Ivan'kova Natal'ja Leščyk Aljaksandra Narkevič Ksenija Sankovič Alina Tumilovič | 55.500   | Italia Elisa Blanchi Romina Laurito Marta Pagnini Elisa Santoni Anželika Savrajuk Andreea Stefanescu | 55.450   |
| Trampolino elastico               | |          | |          | |          |
| Individuale (dettagli)            | Rosannagh MacLennan | 57.305   | Huang Shanshan | 56.730   | He Wenna                                                                                             | 55.950   |

## Medagliere
| Posizione | Paese         |    |    |    | Totale |
| --------- | ------------- | -- | -- | -- | ------ |
| 1         | Cina          | 5  | 4  | 3  | 12     |
| 2         | Russia        | 3  | 5  | 4  | 12     |
| 3         | Stati Uniti   | 3  | 1  | 2  | 6      |
| 4         | Giappone      | 1  | 2  | 0  | 3      |
| 5         | Romania       | 1  | 1  | 1  | 3      |
| 6         | Canada        | 1  | 0  | 0  | 1      |
| 6         | Ungheria      | 1  | 0  | 0  | 1      |
| 6         | Brasile       | 1  | 0  | 0  | 1      |
| 6         | Corea del Sud | 1  | 0  | 0  | 1      |
| 6         | Paesi Bassi   | 1  | 0  | 0  | 1      |
| 10        | Germania      | 0  | 3  | 0  | 3      |
| 11        | Gran Bretagna | 0  | 1  | 3  | 4      |
| 12        | Bielorussia   | 0  | 1  | 1  | 2      |
| 13        | Italia        | 0  | 0  | 2  | 2      |
| 14        | Francia       | 0  | 0  | 1  | 1      |
| 14        | Ucraina       | 0  | 0  | 1  | 1      |
| Totale    | Totale        | 18 | 18 | 18 | 54     |